# Full-sky Astrometric Mapping Explorer

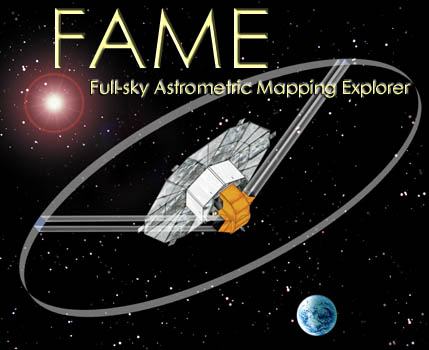
Logo della missione FAME

Il Full-sky Astrometric Mapping Explorer o FAME è stato un proposito di missione per un satellite artificiale per astrometria che avrebbe dovuto determinare con una precisione senza precedenti le posizioni, le distanze ed i movimenti di 40 milioni di stelle situate nella Via Lattea nelle nostre vicinanze.

## Storia
Il satellite avrebbe dovuto essere progettato e gestito dall'Osservatorio navale degli Stati Uniti (USNO) e varie altre istituzioni nel quadro del programma MIDEX (programma di missioni di media importanza e priorità) della NASA, il lancio del satellite era previsto per il 2004. Nel gennaio 2002 la NASA ha annullato inaspettatamente la missione, essenzialmente a causa del lievitarsi del prezzo salito da 160 milioni di dollari a 220 milioni di dollari.

## Obiettivi
Il satellite avrebbe dovuto misurare le posizioni delle stelle con un errore di meno di 50 micro arcosecondi. I dati raccolti da questo satellite avrebbe dovuto permettere agli astronomi di determinare accuratamente la distanza di tutte le stelle della galassia esistenti nel raggio di una sfera di 1.000 anni luce attorno al Sole, scoprire pianeti di grande massa e sistemi planetari, e misurare la quantità di materia oscura presente nella galassia per mezzo della sua influenza sui movimenti stellari.